# Běh na 150 metrů
Běh na 150 metrů je neoficiální atletická sprinterská trať, obvykle vypisovaná jen na některých specifických mítincích (například v britském Manchesteru). Do povědomí veřejnosti se dostala v roce 1997, kdy v Torontu na umělé dráze o této délce soupeřili tehdejší světoví rekordmani Michael Johnson (USA) a Donovan Bailey (Kanada; zvítězil za 14,99 s.). V květnu roku 2009 překonal dlouholetý světový rekord na této trati fenomenální Usain Bolt deštivým časem 14,35 s.